# Cantó de Dijon-3
El cantó de Dijon-3 és un cantó francès del departament de Costa d'Or, situat al districte de Dijon. Compta amb part del municipi de Dijon.

## Municipis
- Dijon (part)

## Història
| Data d'elecció                           | Identitat         | Partit        | Qualitat |
| ---------------------------------------- | ----------------- | ------------- | -------- |
| 1973-1976                                | Camille Pelletret | divers droite |          |
| 1976-1982                                | Michel Charuau    | PS            |          |
| 1982-2001                                | Jean-Marc Nudant  | RPR           |          |
| 2001-                                    | Colette Popard    | PS            |          |
| les dades anteriors no són pas conegudes |                   |               |          |
|                                          |                   |               |          |